# 渋川清彦
渋川 清彦（しぶかわ きよひこ、1974年〈昭和49年〉7月2日 - ）は、日本の俳優、男性ファッションモデル。旧芸名、KEE（キー）。群馬県渋川市出身。ディケイド所属。既婚。

## 来歴・人物
身長175cm。血液型A型。趣味はドラム。
芸名の「渋川」は生まれ故郷の渋川市より拝借した。
渋川市立金島小学校、渋川市立金島中学校、群馬県立渋川高等学校と18歳まで群馬で過ごし、バンドでプロを目指し上京。東京コミュニケーションアート専門学校のドラム科に入学し、1年足らずで中退する。19歳の時に、ちょうど来日していたアメリカの写真家・ナン・ゴールディンに声を掛けられ、写真集『Tokyo Love』のモデルとなる。その後、ナン・ゴールディンに連れて行かれた新宿のジャズバーで写真家・ホンマタカシと出会ったことをきっかけに、「KEE」という芸名でファッションモデルとしてデビュー。『MEN'S NON-NO』や『smart』などの雑誌で活躍。
1998年、『ポルノスター』で映画デビュー。以降、同作の監督である豊田利晃の監督作品には欠かさず出演している。
2006年より現在の芸名に改名。2008年にスターダストプロモーションから現事務所・ディケイドに移籍した。
2013年、第26回東京国際映画祭で上映された『そして泥船はゆく』で映画初主演。
サイコビリーバンド"DTKINZ ドトキンズ"のドラムとしての活動がある。
2021年、出演作『偶然と想像』が第71回ベルリン国際映画祭銀熊賞を受賞した。

## 出演

### 映画
- ポルノスター（1998年、豊田利晃監督） - 銀次
- WASABI（2002年）
- 青い春（2002年、豊田利晃監督） - 他校の番長
- TOKYO 10+01（2002年） - ジンギ
- 火星のカノン（2002年） - 真鍋辰也
- 殺し屋1（2002年） - 龍
- ナイン・ソウルズ（2003年、豊田利晃監督） - 猿渡清
- カミナリ走ル夏（2003年） - 虎鉄さん
- ガールフレンド（2004年）
- 鏡心（2004年）
- せかいのおわり（2004年） - 慎之介
- 空中庭園（2005年、豊田利晃監督）
- 斬人 KIRIHITO（2005年）
- スロウマップ（2005年）
- 最終兵器彼女（2006年） - テツ
- 46億年の恋（2006年） - 土屋
- ユモレスク〜逆さまの蝶〜（2006年）
- さくらん（2007年） - 客
- キャプテントキオ（2007年） - モヒカン
- FM89.3MHz（2007年） - ナルシー
- 無認可保育園 歌舞伎町ひよこ組!（2007年）
- 実録・連合赤軍 あさま山荘への道程（2007年） - 梅内恒夫
- M（2007年）
- クローズZEROシリーズ
  - クローズZERO（2007年） - 八幡（ヤクザ）
  - クローズEXPLODE（2014年、豊田利晃監督）
- バカバカンス（2008年） - 隆司
- 僕らの方程式（2008年） - 林巡査
- Passion（2008年）
- フィッシュストーリー（2009年） - 鉄矢
- カラスコライダー（2009年）
- 蘇りの血（2009年、豊田利晃監督） - 大王
- ゴールデンスランバー（2010年） - 岩崎英二郎
- ボーイズ・オン・ザ・ラン（2010年） - 吉久
- 屍病汚染 DEAD RISING （2010年） - 高橋
- アメイジンググレイス〜儚き男たちへの詩〜（2011年） - 片桐京介
- タナトス（2011年） - メガトン山本
- 目を閉じてギラギラ（2011年） - 須永
- 惑星のかけら（2011年） - 三津谷
- セイジ -陸の魚-（2012年） - タツヤ
- 生きてるものはいないのか（2012年） - コウイチ
- 世界最後の日々（2012年）
- 海燕ホテル・ブルー（2012年） - 岸部隆一
- モンスターズクラブ（2012年）
- 11・25自決の日 三島由紀夫と若者たち（2012年） - 持丸博
- 外事警察 その男に騙されるな（2012年） - 森永卓也
- I'M FLASH!（2012年、豊田利晃監督）- 信者
- Playback（2012年） - モンジ
- つやのよる ある愛に関わった、女たちの物語（2013年） - 岩瀬
- さまよう獣（2013年）
- 横道世之介（2013年） ‐ 飯田店長
- 千年の愉楽（2013年） ‐ 芳子の夫
- モンスター（2013年）
- 不気味なものの肌に触れる（2013年）
- 俺俺（2013年） - サヤカの夫
- バイバイ、マラーノ（2013年）
- Starting Over（2014年10月26日、西原孝至監督）
- うるう年の少女（2014年11月8日、天野千尋監督)
- そして泥船はゆく（2014年12月13日） - 主演・平山隆志
- チョコリエッタ（2015年1月17日、風間志織監督）
- ジョーカー・ゲーム（2015年1月31日、入江悠監督） - 実井[6]
- 深夜食堂（2015年1月31日、松岡錠司監督） - 長谷川タダオ
- 破れたハートを売り物に「オヤジファイト」（2015年2月28日、三島有紀子監督） - ジムの会長
- ソレダケ / that’s it（2015年5月27日、石井岳龍監督） - 恵比寿大吉[7]
- 極道大戦争（2015年）- 荒鉄英明
- コントロール・オブ・バイオレンス（2015年、石原貴洋監督） - サブゼロ
- ラブ&ピース（2015年6月27日、園子温監督） - マネージャー/稲川さとる
- お盆の弟（2015年7月25日、大崎章監督） - 主演・タカシ[8]
- 俺物語!!（2015年10月31日、河合勇人監督）- パン屋の店主
- モーターズ（2015年11月14日、渡辺大知監督） - 主演・田中[9]
- アレノ（2015年11月） - 遊屋慎太郎[10]
- 下衆の愛（2016年4月2日） - 主演・テツオ[11]
- テラフォーマーズ（2016年4月29日） - 吉兼丈二[12]
- オールディックフォギー 歯車にまどわされて（2016年8月11日）
- 島々清しゃ（2017年1月21日） - 真栄田
- ろくでなし（2017年4月15日） - ひろし[13]
- 追憶（2017年5月6日） - 貴船誠一
- 猫忍（2017年5月20日） - 青目[14]
- 昼顔（2017年6月10日） - 魚屋大将
- AMY SAID エイミーセッド（2017年9月30日） - 飯田収
- 密使と番人（2017年7月22日） - 高山
- 月夜釜合戦（2017年12月13日） - タマオ
- 神と人との間（2018年1月27日） - 主演・穂積（戸次重幸とW主演）
- いぬやしき（2018年4月20日）
- ラプラスの魔女（2018年5月4日）
- ゼニガタ（2018年5月26日） - 磯ヶ谷剣
- 榎田貿易堂（2018年6月9日） - 主演・榎田洋二郎[15]
- 傀儡（2018年6月16日） - 志田一義
- パンク侍、斬られて候（2018年6月30日） - 江下レの魂次
- 菊とギロチン（2018年7月7日、トランスフォーマー） - 岩木玉三郎[16][17]
- ルームロンダリング（2018年7月7日） - 春日公比古[18]
- 高崎グラフィティ。（2018年8月25日） - 吉川正晴
- 泣き虫しょったんの奇跡（2018年9月7日） - 山川孝[19]
- 止められるか、俺たちを（2018年10月13日） - 松田政男
- アウト&アウト（2018年11月16日）
- プレイルーム（2018年12月8日）
- 半世界（2019年2月15日） - 岩井光彦[20]
- SHORT TRIAL PROJECT 2018「アンナとアンリの影送り」（2019年3月16日） - 安里の父
- 新宿タイガー（2019年3月22日）
- 柴公園（2019年6月14日） - 主演・あたるパパ[21]
- WE ARE LITTLE ZOMBIES（2019年6月14日）
- 狼煙が呼ぶ（2019年9月20日） - 主演 ※短編映画
- 閉鎖病棟 -それぞれの朝-（2019年11月1日） - 重宗
- 37セカンズ（2020年2月7日）
- 酔うと化け物になる父がつらい（2020年3月6日） - 主演・田所トシフミ（松本穂香とのW主演）[22]
- プラネティスト（2020年7月11日、豊田利晃監督）ドキュメンタリー映画
- ばるぼら（2020年11月20日） - 四谷弘行
- 偶然と想像（2021年） - 瀬川[23]
- キネマの神様（2021年8月6日）
- 孤狼の血 LEVEL2（2021年8月20日） - 天木幸男
- DIVOC-12「YEN」（2021年10月1日） - 冬美の父親[24]
- 燃えよ剣（2021年10月15日[25]） - 中島登[26]
- 聖地X（2021年11月19日）- 忠
- 99.9 -刑事専門弁護士- THE MOVIE（2021年12月30日）- 山本貴信[27]
- おかめきけ〜群馬発!上毛かるた奮闘記〜（2022年1月23日）
- HOMESTAY（2022年2月11日）[28]
- ちょっと思い出しただけ（2022年2月11日）- 酔っ払い
- ツーアウトフルベース（2022年3月25日）- オニヘイ
- 山歌（2022年4月）- 省三
- バスカヴィル家の犬 シャーロック劇場版（2022年6月17日） - 冨楽雷太[29]
- キングダム2 遥かなる大地へ（2022年7月15日） - 縛虎申[30][31]
- コンビニエンス・ストーリー（2022年8月5日）- 監督
- 異動辞令は音楽隊!（2022年8月26日） - 広岡達也[32][33]
- Winny (2023年3月10日） - 伊坂誠司検事[34]
- GOLDFISH（2023年3月31日）[35]
- almost people「長女のはなし」（2023年9月30日） - 島郷[36]
- 怪物の木こり（2023年12月1日）[37]- 乾登人
- 夜明けのすべて（2024年2月9日） - 辻本憲彦[38]
- プロミスト・ランド（2024年6月29日） - 田島[39]
- 劇場版 アナウンサーたちの戦争（2024年8月16日） - 長笠原栄風[40]
- 箱男（2024年8月23日） - ワッペン乞食[41]
- あるいは、ユートピア（2024年11月16日）[42]
- 少年と犬（2025年3月20日） - 柳谷[43][44]
- 中山教頭の人生テスト（2025年6月20日） - 主演・中山晴彦[45]
- アフター・ザ・クエイク（2025年10月3日公開予定） - 田端 役[46]
- 次元を超える TRANSCENDING DIMENSIONS（2025年10月17日公開予定、豊田利晃監督） - 関屋鉄平[47][48]
- ミーツ・ザ・ワールド（2025年10月24日公開予定）- オシン[49]
- ブルーボーイ事件（2025年11月14日公開予定） - 岡部隆之[50][51]
- ナイトフラワー（2025年11月28日公開予定） - 岩倉[52]

### テレビドラマ
- 踊る大捜査線 第4話（1997年、フジテレビ）
- 友達の恋人（1997年、TBS）- 上原
- きらきらひかる 第6話（1998年2月17日、フジテレビ） - 石川明生
- タブロイド（1998年、フジテレビ）- 江上茂樹
- ケイゾク（1999年、TBS） - KEE（蒲田貴一）
- 女医（1999年、読売テレビ）
- 悪いオンナ「プレイヤー」（1999年、TBS） - 川野崇
- コワイ童話「ラプンツェル」#3（1999年、8月、TBS） - タケオ
- サイコメトラーEIJI2 第8話（1999年、日本テレビ） - アオジュン
- ストレートニュース 第5話（2000年、日本テレビ）
- 愛をください 第5・6話（2000年、フジテレビ）
- bakuha.com（2000年、BS-i）
- 真夜中の雨 第3話（2002年、TBS）
- ホットマン（2003年、TBS）
- 劇団演技者。（フジテレビ）
  - 「激情」（2004年） - 久保
  - 「男の夢」（2005年） - 店員
- 相棒 season4 第13話（2006年、テレビ朝日） - 鷲頭一郎
- ガチバカ! 第3話（2006年、TBS）
- 警視庁捜査ファイル・さくら署の女たち（2007年、テレビ朝日）
- 週刊真木よう子 第11話「魔女がアタシを」（2008年6月11日、テレビ東京） - 須賀一郎
- ゴーストフレンズ（2009年、NHK）
- 外事警察（2009年11月 - 12月、NHK） - 森永卓也
- 離婚同居（2010年、NHK）
- 仮面ライダーオーズ/OOO 第7・8話（2010年10月17日・24日、テレビ朝日） - 小森武
- 任侠ヘルパー スペシャル（2011年1月9日、フジテレビ）
- ドラマスペシャル 警視庁失踪人捜査課（2011年12月24日、テレビ朝日）
- ハイビジョン特集 カンブリアン ウォーズ（2012年2月18日、NHK BSプレミアム）
- 似顔絵捜査官001号（2012年3月11日、NHK BSプレミアム）
- D×TOWN 第1弾「スパイダーズなう」（2012年4月6日 - 27日、テレビ東京） - タツアニ
- 主に泣いてます 第4・5・最終話（2012年8月11日・18日・9月8日、フジテレビ） - 柳さん
- ヒトリシズカ 第1話（2012年10月21日、WOWOW） - 平田
- PRICELESS〜あるわけねぇだろ、んなもん!〜（2012年10月 - 12月、フジテレビ） - 大島陽輝
- おトメさん 第2話 - （2013年1月 - 3月、テレビ朝日） - 倉島岳彦
- 終電バイバイ 第4話（2013年2月4日、TBS） - 賢治
- まほろ駅前番外地 第7話（2013年2月22日、テレビ東京） - 渋川
- 80年後のKENJI〜宮沢賢治21世紀映像童話集〜「薤露青」「銀河鉄道の夜」（2013年2月27日・3月6日、NHK BSプレミアム）
- ネオ・ウルトラQ 第8話（2013年3月2日、WOWOW） - ハタ・ギ・ノール
- 空飛ぶ広報室（2013年4月 - 6月、TBS） - 坂手はじめ
- ガリレオ 第2シーズン 第五章「念波る」（2013年5月13日、フジテレビ） - 後藤剛志
- 大島渚の帰る家〜妻・小山明子との53年〜（2013年10月6日、NHK BSプレミアム）
- ハードナッツ! 〜数学girlの恋する事件簿〜 第4話（2013年11月10日、NHK BSプレミアム） - 板東
- 人生ごっこ（2013年12月22日、フジテレビ）
- 俺のダンディズム 第2・6話（2014年4月24日・5月21日、テレビ東京） - 古物商
- MOZU Season1〜百舌の叫ぶ夜〜 第4話（2014年5月1日、TBS） - 金田
- ビター・ブラッド〜最悪で最強の親子刑事〜 第4話（2014年5月6日、フジテレビ） - 鮫島
- ペテロの葬列（2014年7月 - 9月、TBS） - 足立則生
- 罪人の嘘（2014年8月31日 - 9月28日、WOWOW） - 松本省吾
- HERO 第2シリーズ 第6話（2014年8月18日、フジテレビ） - 神田川事務官
- 植物男子ベランダー 第13話（2014年9月24日、NHK BSプレミアム） - 蓮の男
  - 植物男子ベランダー SEASON2 第11話（2015年9月10日、NHK BSプレミアム） - 蓮の男
- ウロボロス〜この愛こそ、正義。（2015年1月 - 3月、TBS） - 真島了
- 461個のありがとう。 〜愛情弁当が育んだ父と子の絆〜（2015年3月15日、NHK BSプレミアム）
- マザー・ゲーム〜彼女たちの階級〜（2015年4月 - 6月、TBS） - 柏木薫平
- 水曜ミステリー9「警視庁特命刑事☆二人〜代官山コールドケース〜」（2015年12月23日、テレビ東京） - 篠原大輔
- 神奈川県厚木市 ランドリー茅ヶ崎 第1話（2016年3月14日・16日、MBS・TBS） - 車に乗っている男 ※神奈川県厚木市が舞台。
- この街の命に（2016年4月2日、WOWOW） - 志賀悟[53]
- ラヴソング（2016年4月 - 6月、フジテレビ） - 星田和夫
- 金曜プレミアム「松本清張スペシャル 一年半待て」（2016年4月15日、フジテレビ） - 須村要吉[54]
- ふたがしら2（2016年9月 - 10月、WOWOW） - 芳
- コールドケース 〜真実の扉〜 第2話（2016年10月29日、WOWOW） - 木村アンヘル
- 猫忍（2017年1月 - 3月、tvkほか） - 青目[14]
- 密使と番人（2017年7月30日、時代劇専門チャンネル・日本映画専門チャンネル） - 高山
- プラージュ 〜訳ありばかりのシェアハウス〜 （2017年8月 - 9月、WOWOW）- 中原通彦[55]
- 全力失踪 第6話（2017年10月8日、NHK BSプレミアム） - 岡崎マネージャー
- 刑事ゆがみ 第5話・第9話・最終話（2017年11月9日・12月7日・14日、フジテレビ） - 河合武
- 奥様は、取り扱い注意 第7話（2017年11月15日、日本テレビ） - 上原幸平
- モンテ・クリスト伯 -華麗なる復讐- 第1話 - 第7話（2018年4月19日 - 5月31日、フジテレビ） - 寺角類
- 崖っぷちホテル! 第3話（2018年4月29日、日本テレビ） - 大村敬三
- 大河ドラマ 西郷どん 第40話 - 第43話（2018年10月28日 - 11月18日、NHK） - 板垣退助
- ルームロンダリング （2018年11月5日 - 26日、MBS/ 2018年11月7日 - 28日、TBS） - 春日公比古
- 盗まれた顔 〜ミアタリ捜査班〜（2019年1月5日 - 2月2日、WOWOW） - 須波通[56]
- 柴公園（2019年1月10日 - 3月14日、テレビ神奈川ほか全10局以上で放送） - 主演・あたるパパ
- Iターン 第1話、最終話（2019年7月13日、テレビ東京） - デキる男
- 盤上の向日葵（2019年9月8日 - 29日、NHK BSプレミアム） - 上条庸一
- 時効警察・復活スペシャル（2019年9月29日、テレビ朝日） ‐ 背黒岩夫
- ひとりキャンプで食って寝る 第1話（2019年10月19日、テレビ東京） - 伊刈守[57]
- 恋する母たち（2020年10月23日 - 12月18日、TBS） - 石渡慎吾[58]
- 竹内涼真の撮休 第1話（2020年11月7日、WOWOWプライム） - 男[59]
- 猫（2020年11月14日 - 12月19日、テレビ東京） - 三吉ひろし
- 向こうの果て（2021年5月14日 - 7月2日、WOWOW） - 山之内一平[60]
- オリバーな犬、 (Gosh!!) このヤロウ（2021年9月17日 - 10月1日、NHK総合） - 衣笠
  - オリバーな犬、 (Gosh!!) このヤロウ シーズン2（2021年9月20日 - 10月4日）
- 真犯人フラグ（2021年10月10日 - 2022年3月13日、日本テレビ） - 阿久津浩二[61]
- 99.9-刑事専門弁護士- 完全新作SP新たな出会い篇（2021年12月29日、TBS） - 山本貴信
- 邪神の天秤 公安分析班 第5話・第6話（2022年3月13日・20日、WOWOW） - 宇佐美
- 星新一の不思議な不思議な短編ドラマ『生活維持省』（2022年4月12日、NHK BS4K・BSプレミアム）[62] - 同僚
- ザ・タクシー飯店（2022年6月1日 - 7月20日、テレビ東京） - 主演・八巻孝太郎[63]
- 絶メシロード season2 第6話（2022年10月1日、テレビ東京） - 鈴木豪
- リバーサルオーケストラ 第3話 - 最終話（2023年1月25日 - 3月15日、日本テレビ） - 藤谷耀司[64]
- アナウンサーたちの戦争（2023年8月14日、NHK総合） - 長笠原栄風[65]
- NHKスペシャル“宗教2世”を生きる ドラマ編「神の子はつぶやく」（2023年11月3日、NHK総合） - 神岡尊[66]
- 下剋上球児 第5話（2023年11月12日、TBS） - 寿竜矢[67]
- OZU 〜小津安二郎が描いた物語〜 第2話「生れてはみたけれど」（2023年11月19日、WOWOW） - ホームレス[68]
- むこう岸（2024年5月6日、NHK総合）[69]
- ドラマW ゴールデンカムイ -北海道刺青囚人争奪編- 第5話（2024年11月3日、WOWOW） - 若山輝一郎 役[70]
- 海に眠るダイヤモンド 第3話（2024年11月3日 、TBS） - 夏八木 役[71]
- それぞれの孤独のグルメ 第8話（2024年11月23日、テレビ東京） - 後藤竜次 役[72]
- コトコト〜おいしい心と出会う旅〜 - 三田紀明 役
  - 富山編（2024年12月7日、NHK BSプレミアム4K / 12月8日〈予定〉、NHK BS）[73][74]
  - 新潟編（2024年12月14日、NHK BSプレミアム4K / 12月15日、NHK BS）[74]
  - 群馬編（2025年後半放送予定、NHK総合・NHK BS・NHK BSプレミアム4K）[74]
- 新・暴れん坊将軍（2025年1月4日、テレビ朝日） - 田九郎 役[75]
- 相続探偵（2025年1月25日 - 3月29日、日本テレビ） - 金山竜 役[76]
- 風のふく島 第5話（2025年2月8日、テレビ東京） - 東道進一郎 役　※第5話主演[77]
- 地震のあとで 第3話『神の子どもたちはみな踊る』（2025年4月19日、NHK総合） - 田端 役[78][79]
- 彼女がそれも愛と呼ぶなら 第7話・第8話・最終話（2025年5月15日・22日・6月6日[注 1]、読売テレビ・日本テレビ） - 直江無記 役[80]
- 誘拐の日 第1話・第5話・第6話（2025年7月8日・8月5日・12日、テレビ朝日） - 七瀬栄作 役[81]

### Vシネマ
- 新・首領への道（2008年）
- 東京NEO魔悲夜2（2009年） - 東京魔悲夜 シャドウ
- ジャングルクロウ!（2010年） - ストレイ・ドッグ

### テレビアニメ
- ONE PIECE 〜ハートオブゴールド〜（2016年7月16日、フジテレビ） - アシエ・ミスキナ

### CM
- 日産・キューブ「お出迎え」篇（2003年）
- FMV「原始人」篇（2007年）
- ダイワハウス「なんでダイワハウスなんだ?カレー屋」篇（2008年）
- グラクソ・スミスクライン ブリーズライト 鼻腔拡張テープ（2012年）
- 伊藤忠商事株式会社コーポレートCM「暮らす。愛する。商いする。」『衣食住物語_2022"食"』篇・『衣食住物語_2022 "住"』篇（2022年7月 - ）[82]

### PV
- PEALOUT「SOUL RIDER」（2001年）「GOODBYEBLE」「旅人の歌」（2002年） - 三部作、DVD「ステイフリー」に収録
- 斉藤和義 シングル「COME ON！」（2009年） - ドラム（和義バンドメンバー）[83]
- Nothing's Carved In Stone「Cold Reason」（2010年）
- VOLTA MASTERS「Thank You feat.DOUBLE,Doitall from Lords Of Underground,Treach from Naughty By Nature」（2011年）
- OLEDICKFOGGY「シラフのうちに」（2016年）[84]「ビューティフルデイズ」（2025年）

### 舞台
- 国民傘（2011年、下北沢ザ・スズナリ）
- ストリッパー物語（2013年、原作：つかこうへい、演出：三浦大輔）
- たわごと（2023年、穂の国とよはし芸術劇場PLAT 他）[85]
- お目出たい人（2024年公演予定、下北沢ザ・スズナリ）[86]

### 配信ドラマ
- 目を閉じてギラギラ（2011年、BeeTV） - 須永
- 東京ヴァンパイアホテル（2017年6月16日、Amazon Prime Video） - コーディ
- 雨に叫べば（2021年12月16日、Amazon Prime Video） - 井上研二[87]
- 全裸監督（2019年8月8日、Netflix） - 村西幸子の不倫相手
- 恋する男たち 第1話（2020年10月23日、Paravi） - 石渡慎吾
- 透明なわたしたち（2024年9月16日 - 10月21日、ABEMA） - 田嶋健一 役[88]
- 飛鳥クリニックは今日も雨（2025年、Lemino）-ノブ

### テレビ番組
- ノンフィクションW「物言うパンクス! 横山健〜311 ハイスタ、その先に〜」（2013年3月1日、WOWOW） - ナレーション

### ラジオドラマ
- 青春アドベンチャー（NHK-FM）
  - 幻想郵便局（2012年8月27日 - 9月7日） - 青木[89]
  - 滅びの前のシャングリラ（2022年9月19日 - 30日） - 信士[90]
- SOUNDS OF STORY〜ASADA JIRO LIBRARY〜　「黒い森」（2013年4月13日、J-WAVE）[91]

### ラジオ
- AIR PLACE（2022年4月 - 、ラジオ高崎） - 第1・3・5火曜担当パーソナリティ

## 受賞歴
- 第37回ヨコハマ映画祭 主演男優賞（『お盆の弟』『アレノ』）[92][93]
- 第32回日刊スポーツ映画大賞・石原裕次郎賞 助演男優賞（『閉鎖病棟 -それぞれの朝-』『半世界』『WE ARE LITTLE ZOMBIES』）[94]
- 第34回高崎映画祭 最優秀助演男優賞（『半世界』）[95]